# Aníbal Acevedo Vilá

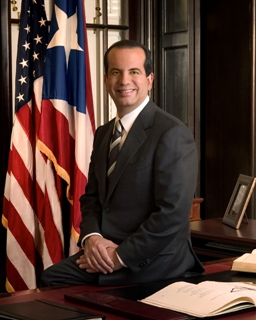
Aníbal Acevedo Vilá

Aníbal Acevedo Vilá (* 13. Mai 1962 in Hato Rey, Puerto Rico) ist ein puerto-ricanischer Politiker und ehemaliger Gouverneur von Puerto Rico. Acevedo bekleidete viele politische Ämter in Puerto Rico, unter anderem als Abgeordneter im puerto-ricanischen Repräsentantenhaus (1993–2001) und Resident Commissioner im Repräsentantenhaus der Vereinigten Staaten (2001–2005). Acevedo gewann die Wahl zum Amt des Gouverneurs im November 2004, als er den Herausforderer Pedro Rosselló besiegte. Seine Amtsvorgängerin war Sila María Calderón.
Der Wahlsieg war sehr knapp, da nur 3.566 Wahlstimmen den Sieg von Acevedo ermöglichten. Acevedo ist der erste gewählte Gouverneur, der nach der Annahme der Verfassung von Puerto Rico geboren wurde.

## Leben

### Kindheit und Ausbildung
Acevedo wurde in Hato Rey, Puerto Rico geboren, einem Stadtteil von San Juan. Er besuchte das Colegio San José High School in San Juan, das er 1979 abschloss. 1982 erhielt er den Bachelor of Arts in Politikwissenschaften an der Universität von Puerto Rico at Rio Piedras. Acevedo absolvierte danach ein rechtswissenschaftliches Studium und erlangte 1985 seinen Juris Doktor mit der Auszeichnung magna cum laude. 1987 erwarb er einen Master degree in Constitutional Law an der Harvard-Universität. Anschließend war er für Levin Hicks Campbell tätig, den vorsitzenden Richter am Appellationsgericht in Boston.

### Politische Karriere
Ab 1989 arbeitete er als juristischer Berater für den Gouverneur Rafael Hernández Colón. 1992 wurde er als Abgeordneter in das Repräsentantenhaus von Puerto Rico gewählt. Nach der Wiederwahl 1996 wurde er 1997 Sprecher der Minderheitsfraktion im Parlament und im gleichen Jahr auch Vorsitzender der Partido Popular Democrático. 1998 setzte er sich gegen einen von Don Young im US-Repräsentantenhaus eingebrachten Vorschlag zur Neubestimmung des politischen Status von Puerto Rico ein, bei dem unter anderem die Aufnahme Puerto Ricos als Bundesstaat in die Vereinigten Staaten zur Diskussion stand. Das Gesetz scheiterte im Senat der Vereinigten Staaten. Dem Landesparlament gehörte er bis 2001 an. Ein erster Versuch, für Puerto Rico als Delegierter (Resident Commissioner) in das US-Repräsentantenhaus gewählt zu werden, scheiterte im Jahr 1999, der nächste war im Jahr 2000 erfolgreich. Er vertrat Puerto Rico von Januar 2001 bis zum Januar 2005 in Washington.
Als 2003 die bisherige Gouverneurin Sila Calderón bekanntgab, dass sie nicht erneut für eine zweite Amtszeit kandidiere, setzte sich Acevedo als Kandidat der Partido Popular Democrático gegen den innerparteilichen Mitbewerber José Hernández Mayoral durch. Im November 2004 gewann er die Gouverneurswahlen in Puerto Rico gegen Pedro Rosselló, der von 1993 bis 2001 bereits Gouverneur von Puerto Rico war. Beim Wiederwahlversuch im Jahr 2008 scheiterte er an Luis Fortuño von der Partido Nuevo Progresista.